# Paryponoïan
La paryponoïan ou par'hyponoïan, du grec ὑπόνοια (hypónoia), hypothèse, déduction sous-entendue, qu'on pourrait faire, est un trope logique ou de pensée, consistant à remplacer, dans une phrase ou un texte, une deuxième partie qui aurait été logiquement attendue de la première.
est une figure rhétorique macrostructurale de second niveau (ou lieu).
Elle se caractérise par un discours accumulant antithèses et paradoxes.

Volontiers utilisée dans des textes à vocation polémique et railleuse, la paryponoïan confère un style excessif, caricatural, parfois violent.

## Exemples
« Ses yeux pétillaient de bêtise » (Marcel Proust, Les plaisirs et les jours, Un dîner en ville)
« Thésée à tes fureurs connaîtra tes bontés » (Jean Racine, Phèdre, v. 1076)